# ستانيسلاف ستويانوف
ستانيسلاف ستويانوف (بالبلغارية: Станислав Стоянов)‏ هو لاعب كرة قدم بلغاري في مركز الدفاع، ولد في 10 سبتمبر 1976 في بلغاريا. لعب مع نادي تشيرنو مور فارنا ونادي دوبرودزا دوبريتش.

## وصلات خارجية
- ستانيسلاف ستويانوف على موقع قاعدة بيانات كرة القدم.إي يو (الإنجليزية)